# 마드라스나무두더지
마드라스나무두더지 또는 인도나무두더지(Anathana ellioti)는 청서번티기과에 속하는 나무두더지의 일종이다. 마드라스나무두더지속(Anathana)의 유일종으로 인도 중부와 남부 지역의 구릉지대 숲에서 서식한다.